# Otto Strützel

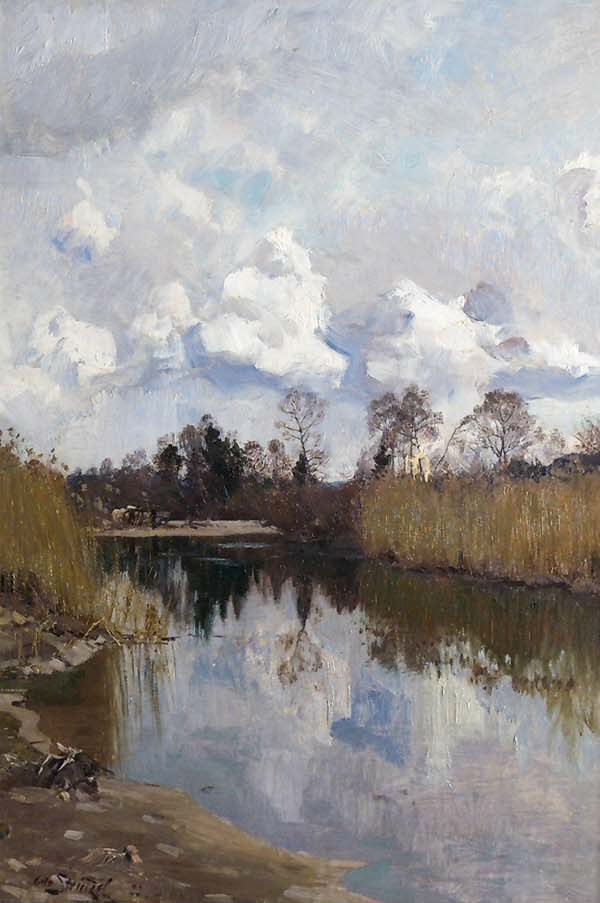
Otto Strützel: Isar

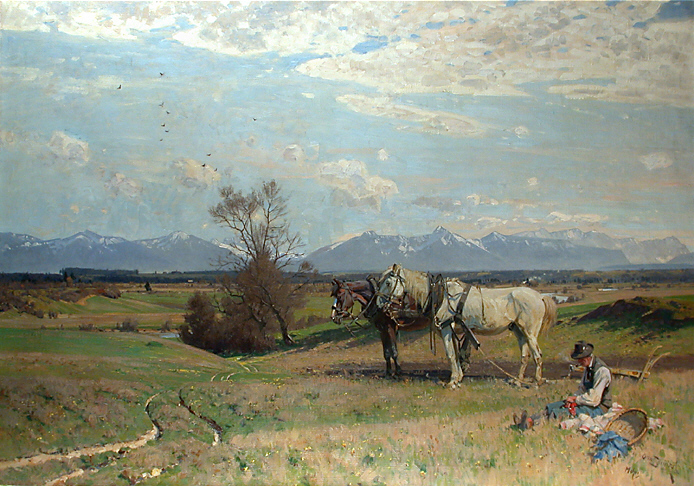
Otto Strützel: Granjero arando en el descanso

Leopoldo Otto Strutzel (Dessau, 2 de septiembre de 1855-Múnich, 25 de diciembre de 1930) fue un pintor de paisajes y animales, artista gráfico e ilustrador alemán.

## Vida
Strützel fue el segundo hijo del sastre de Dessau Leopold Strützel, quien fomentó su talento como pintor de animales. La pintura al óleo más antigua conocida de él data de 1869. Tras la muerte de su padre en 1870, logró ganar dinero a través de su trabajo artístico. A partir de 1871 estudió en la escuela de arte de Leipzig con el apoyo de un director de banco. Los viajes de estudio lo llevaron al Tirol (1875), a Mön (1878) ya las montañas de Harz (1879). Después de completar su servicio militar, fue a la Academia de Arte de Düsseldorf en 1879 para estudiar con Carl Irmer y Eugen Dücker. A partir de 1880 prefirió viajar en verano a Schwalm (Hesse), donde se incorporó a la colonia de pintores de Willingshausen.
En 1883 expuso un cuadro en el Palacio de Cristal de Múnich, que llamó la atención de Heinrich von Zügel. En el mismo año fue invitado a estudiar en Murrhardt. En esta ocasión, Stützel también visitó Dachau por primera vez. En Düsseldorf entró en estrecho contacto con Hugo Mühlig, lo que propició un alineamiento de los estilos pictóricos de ambos pintores, que en algunos casos apenas se distinguen.
En 1885 Stützel se casó con la sueca María Ahlström (1859-1918), con quien tuvo una hija, Asta (1887-1975). Su luna de miel fue en Brännö, Suecia. A partir de entonces, los motivos suecos formaron parte de su obra artística, cuya concepción simple y natural contrasta con las representaciones de paisajes nórdicos idealizados y sublimes de numerosos de sus contemporáneos.
Desde 1885 hasta su muerte vivió en Múnich en la Adalbertstraße. En verano prefería quedarse en Dachau. Otros viajes esporádicos lo llevaron a Gotland (1892), Nancy (1906, 1907) y el lago de Constanza (1906).
En 1903 se convirtió en ciudadano bávaro y poco después, en 1904, recibió el título de profesor real.

## Obra
Pintó principalmente paisajes, que a menudo animaba con animales y personas. Los temas frecuentes son los caballos y el ganado en primer plano, un granjero que ara, el pastor con su rebaño, los alrededores de Dachau, el curso del Isar desde Múnich hasta Benediktenwand. Repitió algunas obras varias veces en el estudio.
También proporcionó plantillas para postales artísticas.
Poco después de su muerte, 61 de sus pinturas fueron destruidas en el incendio del Palacio de Cristal de Múnich de 1931. El catálogo razonado de Horst Ludwig enumera hasta 773 pinturas al óleo de su mano.